# Baleia (banda)
Baleia é um grupo musical carioca formado por Sofia Vaz, Gabriel Vaz, Felipe Pacheco Ventura e Cairê Regô, participando também da primeira formação os músicos David Rosenblit e João Pessanha. Inicialmente formada como uma banda cover que tocava versões de música pop em jazz, se consolidou com sua própria sonoridade e músicas autorais através de seu álbum de estréia, Quebra Azul, lançado em 2013. No ano seguinte, o grupo lança o EP Ao Vivo no Maravilha8. Após o lançamento de Atlas, em 2016, a banda passa por grandes mudanças na formação e sonoridade, com David e João deixando o grupo e buscando um novo rumo, como menciona Gabriel Vaz, em entrevista ao MonkeyBuzz:
“Quebra Azul foi a gente descobrindo as possibilidades do que a gente poderia fazer, ou poderia querer, e o Atlas foi a combinação de tudo isso o que a gente descobriu [...] ele saiu numa época em que muitas pessoas na banda estavam passando por situações pessoais muito intensas e o mundo estava começando essa loucura toda que estava hoje. Então, a gente colocou pra fora uma energia que, olhando agora para trás, foi uma coisa muito intensa, muito cheia, tinha muita coisa pra falar ao mesmo tempo. E a sensação agora, depois do Atlas, que é um disco meio “céu caindo”, e depois da saída de dois integrantes, é de que o furacão passou e a gente está olhando o que está perdurando da nossa identidade e do nosso som, o que que tá sustentado ainda depois dessa avalanche”.
Em 2018, a banda inicia o projeto Coração Fantasma, um "álbum aberto" cujo desenvolvimento seria exposto e divulgado nas redes sociais.

## Discografia
Singles
- 2013: Mais Vinicius, Por Favor (Volume 1)
- 2016: Volta
- 2016: Estrangeiro
- 2018: Coração Fantasma
- 2021: Quase

EPs
- 2014: Ao Vivo no Maravilha8
- 2019: Coração Fantasma

Álbuns de estúdio
- 2013: Quebra Azul
- 2016: Atlas
- 2018: Quase Todas as Versões que Já Tocamos Até Hoje Enfim em um Só Lugar

## Integrantes
- Sofia Vaz - vocais, teclados e guitarra[1]
- Gabriel Vaz - vocais, bateria e guitarra[1]
- Felipe Pacheco - guitarra e violino[1]
- Cairê Regô - baixo[1]

Ex-integrantes
- David Rosenblit - teclados[1]
- João Pessanha - bateria[1]